# Comando supporto logistico di Cagliari
Il Comando supporto logistico di Cagliari (MARISUPLOG) è un ente della Marina Militare costituito il 31 dicembre 2013, nel quadro della riorganizzazione della forza armata definita dai Decreti Legislativi del dicembre 2012, svolge per la Regione Sardegna le funzioni dipartimentali del Comando Marittimo Nord di cui è alle dipendenze.
L'Ente ha assunto le funzioni di supporto logistico della base di Cagliari svolte in precedenza dal Comando militare marittimo autonomo della Sardegna, soppresso nella stessa ed ha assunto le funzioni della Sezione di commissariato Marina Militare di Cagliari soppresso il 31 maggio 2014.
MARISUPLOG assicura i compiti di “Base operativa avanzata”, nonché quelli riguardanti l'assistenza alle Unità Navali in transito nel porto di Cagliari, sia della Marina Militare Italiana che delle Marine estere, comprendenti, oltre all'ormeggio, il supporto logistico, il supporto sanitario, l'accasermamento ed il compimento della mobilità dei reparti. Per lo svolgimento di tali compiti l'Ente si avvale delle capacità presenti nei vari comprensori dislocati nel capoluogo, quale la Base Navale, il Parco Logistico Sant'Elia, il Deposito combustibili e il Centro telecomunicazioni.
Presso la Base Navale, oltre alla Palazzina Comando, sono presenti ulteriori Comandi che supportano MARISUPLOG nei vari compiti:
- Sezione del Genio Militare per la Marina in Sardegna, che provvede alla gestione manutentiva per la salvaguardia delle infrastrutture del demanio in concessione alla Forza Armata;[1]
- Nucleo SDAI (Sminamento e Difesa Antimezzi Insidiosi) alle dipendenze del Comando Subacquei e Incursori, costituito da personale altamente specializzato nella neutralizzazione e nella bonifica di ordigni esplosivi fondati in acqua;[1]
- Centro Secondario Telecomunicazioni ed Informatica che, tra i vari incarichi, fornisce assistenza TLC ed informatica nell'intera Sardegna;[1]
- Circoli Ufficiali e Sottufficiali,  che hanno lo scopo di assicurare al personale della Forza Armata un ambiente di convegno e di svago nelle ore non destinate al servizio[1]

MARISUPLOG Cagliari è retto da un contrammiraglio. L'attuale comandante è il contrammiraglio E. PACIONI.